# Abou Hafs Omar El Hintati
Cheikh Abou Hafs Omar El Hintati, ou Faska u-Mzal Inti (en chleuh : ⴼⴰⵙⴽⴰ ⵓ ⵎⵣⴰⵍ ⵉⵏⵜⵉ) , est un chef berbère originaire de la tribu Hintata du Haut Atlas marocain. Qualifié de plus grand des chefs almohades, c'est le troisième personnage de la trinité almohade avec Ibn Toumert, fondateur de l'État almohade, et Abd al-Mumin. Le cheikh Abou-Hafs faisait également parti du Conseil des Dix qui constituait l’instance suprême du mouvement almohade, mais l'historien Sébastien Garnier a des doutes sur son appartenance au conseil des 10. Selon lui, il se fera plutôt remarquer lors de la bataille décisive à Oran qu'il remporte contre le dernier émir Almoravide. Il se marie à une des filles d'Abd al-Mumin, avec laquelle il a un enfant, Mohammed.
Tandis qu'Abd al-Mumin s'affairait à organiser l'administration impériale, le cheikh Abou Hafs s'occupait des armées. En effet, les missions les plus critiques et les campagnes cruciales, étaient confiées au cheikh Abou Hafs. Il était aussi le conseiller d'Abd al-Mumin, et assurait l'intérim si le calife partait faire la guerre.
Son arrière petit-fils Abû Zakariyâ Yahyâ est le fondateur de la dynastie des Hafsides ou Banou Hafs, qui tire son nom du cheikh Abou Hafs Omar. Le nom et la généalogie officielle des Hafsides prend au mot le nom d'emprunt de Faska, Abu Hafs Omar, hommage au deuxième calife Omar, pour fonder une prétention à faire partie de la descendance du calife Omar. L'origine berbère de Abu Hafs Omar El Hintati étant certaine, les auteurs comme Ibn Khaldoun qui font état de ce nasab (filiation) arabe, le font sans doute sous la contrainte des souverains hafsides soucieux de promouvoir la généalogie officielle. 
C'est Abou Hafs qui retourne la 'assabiya (cause) tribale en faveur de la succession d'Abd al-Mumin al-Kumi comme calife, un zénète étranger aux tribus masmoudas,.Il fut en effet le soutien décisif qui permit à Abd Al Mumin d'accéder au pouvoir.À la mort d'Abd al Mumin, il est partisan de la succession de son fils Mohammed, même si c'est finalement son autre fils Abu Yaqub Yusuf qui devient calife. Abou Hafs se décide finalement à le servir aussi fidèlement que son père Abd al-Mumin.

## Famille
Le cheikh Abou Hafs a eu une nombreuse lignée et plusieurs enfants :
- Ibrahim ben Abou Hafs Omar El Hintati
- Ismaïl ben Abou Hafs Omar El Hintati
- Mohammed ben Abou Hafs Omar El Hintati (lequel a eu pour mère la fille d'Abd al-Mumin)
- Yahya ben Abou Hafs Omar El Hintati
- Isa ben Abou Hafs Omar El Hintati
- Mousa ben Abou Hafs Omar El Hintati
- Younos ben Abou Hafs Omar El Hintati
- Abd el-Haqq ben Abou Hafs Omar El Hintati
- Othman ben Abou Hafs Omar El Hintati
- Ahmed ben Abou Hafs Omar El Hintati
- Abd al-Wahid ben Abou Hafs Omar El Hintati